# Smooth Up in Ya: The Best of the Bulletboys
Smooth Up in Ya: The Best of the Bulletboys è un album raccolta dei BulletBoys, uscito il 18 luglio 2006 per l'Etichetta discografica Cleopatra Records.

## Tracce
1. Smooth Up in Ya (D'Anda, Sweda, Torien, Vencent) 5:05
2. Hard as a Rock (D'Anda, Sweda, Torien, Vencent) 3:14
3. THC Groove (D'Anda, Sweda, Torien, Vencent) 4:21
4. For the Love of Money (Gamble, Huff, Jackson) 4:54 (The O'Jays Cover)
5. Hang on St. Christopher (Waits) 4:55 (Tom Waits Cover)
6. Talk to Your Daughter (D'Anda, Sweda, Torien, Vencent) 3:33
7. When Pigs Fly (D'Anda, Morris, Nieto, Sweda, Torien, Vencent) 4:37
8. Slow and Easy (D'Anda, Sweda, Torien, Vencent) 2:32
9. Diss 4:26
10. Toy 3:20
11. Neighborhood 3:41
12. Kiss the Lizard 3:29
13. Amazing 2:54
14. Can I Show You 3:27
15. All Day and All of the Night (Davies) 2:36 (The Kinks Cover)
16. Outta Here 2:55

## Formazione
- Marq Torien - voce
- Mick Sweda - chitarra, cori
- Lonnie Vencent - basso, cori
- Jimmy D'Anda - batteria

### Altri musicisti
- Sebastian Bach - voce nella traccia "Neighborhood"